# Paratemnoides salomonis
Paratemnoides salomonis är en spindeldjursart som först beskrevs av Beier 1935.  Paratemnoides salomonis ingår i släktet Paratemnoides och familjen Atemnidae.

## Underarter
Arten delas in i följande underarter:
- P. s. salomonis
- P. s. hebridicus